# Крюков Анатолій Васильович
Крюков Анатолій Васильович (10 травня 1947, Житомир, Українська РСР, СРСР — 14 червня 2011, Житомир, Україна) — радянський, український професійний велогонщик, Майстер спорту СРСР з плавання. Заслужений тренер України (2007).

## Із біографії
- В 1969 р., закінчив Київський Інститут фізкультури.
- В період 1968—1993Р.р.р., працював тренером-викладачем з плавання ДЮСШ «Україна»
- З 1995 р., старшим тренером-викладачем з тріатлону обласної школи Вищої спортивної майстерності.

Один з засновників тріатлону в Україні. З часу заснування — Президент Федерації тріатлону Житомирської області.
Чемпіон України з плавання в категорії «Masters»
- Виховав 18 майстрів спорту, призерів чемпіонатів Європи і світу з тріатлону, трьох майстрів спорту міжнародного класу.

У тому числі:
- Єгор Мартиненко
- О.Величко
- Максим Крят
- В.Філінський
- Інна Циганок

Був одружений, має доньку і сина, троє внуків і правнучку.